# Tranås stadshotell
Tranås stadshotell, formellt Best Western Hotel Tranås Statt, är ett hotell i Tranås. 

## Historia
Under 1930-talet började det planeras för ett nytt stadshus som även skulle inkludera ett nytt stadshotell. Ritningar gjordes av Einar Rudskog, men förslag gjordes även av Curt Björklund och Johannes Dahl. Förslagen rann ut i sanden men aktualiserats återigen 1940 då stadshotellets ägare lade fram önskemål om att inhysa stadshuset i stadshotell byggnad. Även detta förslag rann ut i sanden. En arkitekttävling utlystes, men det framkom att den tilltänkta tomten i Kvarteret Lyktan var för liten för att rymma både stadshus och stadshotell. Därför flyttades Tranås stadshus till en annan tomt.
Tranås stadshotell uppfördes 1955 i kvarteret Lyktan, Storgatan 22. Hotellet byggdes i fyra våningar, med hotellrum från andra våningen och uppåt, och ritades av arkitekt Georg Varhelyi. Fasadens kulör var grå. Invigningen var den 2 juli 1955 och i november samma år flyttade även en livsmedelsaffär, ÖAF, in i hotellbyggnaden. Senare inhystes även bibliotek, resebyrå, frisör och fotoateljé i byggnaden.
År 2005 hade stadshotellet 52 rum och byggnaden ägdes av Tranås bostäder. Emil Rosell och Calle Petrovic ägde hotellet åtminstone till 2025, medan Tranås bostäder fortsatt var ägare av byggnaden. I samband med en renovering av stadshotellet 2023 ändrades även kulören – som målats rosa – tillbaka till den ursprungliga grå kulören.